# Большой Кавказ
Большо́й Кавка́з — горная система между Чёрным и Каспийским морями, вместе с Малым Кавказом составляет горную страну Кавказские горы.

## География
Большой Кавказ простирается более чем на 1150 км с северо-запада на юго-восток, от района Анапы и Таманского полуострова до Апшеронского полуострова на побережье Каспия, рядом с Баку. Ширина его колеблется от 32 км в районе Новороссийска до (максимальной) 180 км в районе меридиана Эльбруса и 160 км в Дагестане.
Обычно горную цепь Большого Кавказа разделяют на три продольных зоны (пояса):
- В осевой части расположены Главный Кавказский (или Водораздельный) хребет (I) {с высотами более (3500) 4000—5000 м} и рядом (к северу) параллельно примыкающий Боковой хребет (II) {3000 м, за исключением крайнего северо-запада}.
- Пояс северного склона (преим. в западной и центральной части Большого Кавказа) включает систему параллельных хребтов (горных цепей), постепенно понижающихся к северу, в том числе асимметрического моноклинального (куэстового) характера с крутыми южными и пологими северными склонами — Скалистый хребет (III) {3300—3600 м} и Пастбищный (IV) {1200—1500 м} с Лесистым хребтом (IV) {г. Издара (1326 м)}.
- Южный склон Большого Кавказа, который большей частью состоит из кулисообразных хребтов, примыкающих к Главному Кавказскому хребту.

Традиционно Большой Кавказ делится на 3 сегмента (по длине): Западный Кавказ (от Чёрного моря (Тамань-Анапа) до подножия Эльбруса), Центральный Кавказ (от Эльбруса [включительно] до Казбека) и Восточный Кавказ (от Казбека до Каспийского моря).
Большой Кавказ — регион с большим современным оледенением. Общая численность ледников составляет около 2050, занимаемая ими площадь приблизительно 1400 км². Больше половины оледенения Большого Кавказа сосредоточено на Центральном Кавказе (50 % от числа и 70 % от площади оледенения). Крупными центрами оледенения являются гора Эльбрус и Безенгийская стена с ледником Безенги — наибольший ледник Большого Кавказа, длина около 17 км.
Большой Кавказ — горный регион с разнообразными ландшафтами, богатым и в значительной мере эндемичным растительным и животным миром (см. Кавказские горы).
По Большому Кавказу — Большому Кавказскому хребту — проходит государственная граница Российской Федерации с Грузией, Азербайджаном и частично признанными Абхазией и Южной Осетией.

### Ледники
Общее число ледников — около 2050, общая площадь ледников составляет около 1424 км². Ледники Большого Кавказа относятся к различным морфологическим типам: долинные (горно-долинные), каровые (ледник Ушба на карлинг-горе Ушба в Центральном Кавказе), висячие, конических вершин (перемётные) и др., скрывающие под собой нередко сложный горный рельеф. Ледники, которые некоторые называют «пульсирующими» (Колка, Девдоракский ледник и др.), а также снег в большой массе, представляют значительную опасность для человека. Вечными снегами и ледниками Кавказ покрыт почти безперерывно на участке от Эльбруса (даже от Узункола) и до Уилпаты (Цей).
Для Большого Кавказа, как и для других горных стран, присуще в настоящее время (с конца XIX — нач. XX вв.) всеобщее отступание, сокращение площади и деградация современного оледенения.